# Freigericht
Freigericht est une municipalité allemande située dans le land de la Hesse et l'arrondissement de Main-Kinzig.

## Personnalités liées à la ville
- Karl von Savigny (1855-1928), homme politique mort au Gut Trages.

## Jumelages
La commune de Freigericht est jumelée avec :
- Saint-Quentin-Fallavier (France) depuis 1971
- Gallicano nel Lazio (Italie) depuis 2011

## Source, notes et références
1. ↑  « Partnergemeinden » Site web de la commune de Freigericht, consulté le 22 avril 2017.